# Soyuz TM-17
Soyuz TM-17 foi a 17.ª expedição russa à estação espacial Mir, realizada entre julho de 1993 e janeiro de 1994. Incluiu entre os tripulantes um cosmonauta francês, da Agência Espacial Europeia (ESA).

## Tripulação
Lançados
| Posição                | Cosmonauta           | Duração          | Pousou na   |
| ---------------------- | -------------------- | ---------------- | ----------- |
| Comandante             | Vasili Tsibliyev     | 196d 17h 45m 22s | Soyuz TM-17 |
| Engenheiro de voo      | Aleksandr Serebrov   | 196d 17h 45m 22s | Soyuz TM-17 |
| Cosmonauta-pesquisador | Jean-Pierre Haigneré | 20d 16h 08m 52s  | Soyuz TM-16 |

## Parâmetros da Missão
- Massa: 7 150 kg
- Perigeu: 388 km
- Apogeu: 397 km
- Inclinação: 51.6°
- Período: 92.4 minutos

## Pontos altos da missão
Às 7:37:11 no horário de Moscow, em 14 de Janeiro, a Soyuz-TM 17 se separou do porto anterior da estação espacial Mir. Às 7:43:59 o TsUP ordenou que Tsibliyev que conduzisse a Soyuz-TM 17 a um distância de 15 m do módulo Kristall para começar a fotografar o sistema de aterrissagem APAS-89. Às 7:46:20, Tsibliyev disse que a Soyuz-TM 17 se movendo vagarosamente. Serebrov, dentro do módulo orbital tirar as fotografias, então pediu para Tsibliyev que move-se a nave para longe da estação porque eles estavam se aproximando dos painéis solares. Na Mir, Viktor Afanasyev ordenou que Valeri Polyakov e Yuri Usachyov evacuassem para a nave Soyuz-TM 18 . Às 7:47:30, os controladores no TsUP viram a imagem da câmera externa da Soyuz-TM 17 tremer violentamente, e Serebrov reportou que a Soyuz-TM 17 havia atingido a Mir. O TsUP então perdeu a comunicação com a Mir e a Soyuz-TM 17. Comunicações intermitentes foram restauradas com a Soyuz-TM 17 às 7:52. As comunicações em voz com a Mir não haviam sido restauradas até as 8:02.
A inspeção da Soyuz-TM 17 não indicou nenhum dano grave. Em conexão, os russos revelaram que eles estudaram a reentrada de contingente em naves despressurizadas após o acidente da Soyuz 11. Os cosmonautas da Mir não sentiram o impacto, apesar de o sistema de direção da estação ter registrado velocidade angular e mudado para o modo de voo livre. Análises posteriores indicaram que o lado direito do módulo orbital atingiu a Mir duas vezes em 2 segundos. O ponto de impacto foi no módulo Kristall, perto de sua conexão com o bloco básico da Mir. A causa do impacto foi relacionada a um erro de chaveamento: o controlador de mão no módulo orbital que controlava a aceleração e desaceleração foi ligado, desativando o controlador de mão equivalente (a alavanca esquerda de controle de movimento) no módulo de descida. Tsibliyev pode usar a alavanca direita para guiar a  Soyuz através dos painéis solares, antenas e porto de acoplamento da Mir após estar claro que o impacto era inevitável.